# 朴秀雲
朴秀雲（韓語：박수연，1974年11月27日—），是韓國已退役女子羽球運動員。

## 簡歷
朴秀雲兼項女子雙打與混合雙打。她參加了1996年的夏季奧運會，並與鄭在喜一起女子雙打項目中獲得第九名。她曾贏得1991年匈牙利羽球國際賽女子雙打（搭檔金信英）、混合雙打（搭檔金榮吉）兩項冠軍。她也贏得1997年中華台北羽球公開賽女子雙打冠軍（搭檔林敬珍）。